# Мајзах
Мајзах (њем. Maisach) општина је у њемачкој савезној држави Баварска. Једно је од 23 општинска средишта округа Фирстенфелдбрук. Према процјени из 2010. у општини је живјело 12.790 становника. Посједује регионалну шифру (AGS) 9179134.

## Географски и демографски подаци
Мајзах се налази у савезној држави Баварска у округу Фирстенфелдбрук. Општина се налази на надморској висини од 514 метара. Површина општине износи 53,4 km². У самом мјесту је, према процјени из 2010. године, живјело 12.790 становника. Просјечна густина становништва износи 239 становника/km².